# Sericopimpla bipunctata
Sericopimpla bipunctata är en stekelart som först beskrevs av Baltazar 1961.  Sericopimpla bipunctata ingår i släktet Sericopimpla och familjen brokparasitsteklar. Inga underarter finns listade i Catalogue of Life.